# Shudder Before the Beautiful
Shudder Before the Beautiful è un singolo del gruppo musicale finlandese Nightwish, pubblicato il 16 marzo 2015 come secondo estratto dall'ottavo album in studio Endless Forms Most Beautiful.

## Descrizione
Si tratta della traccia d'apertura dell'album e figura la partecipazione vocale del biologo britannico Richard Dawkins, che recita i versi introduttivi del brano.
Il singolo è stato reso disponibile inizialmente per lo streaming quattro giorni prima della sua pubblicazione attraverso il sito del quotidiano finlandese Helsingin Sanomat.

## Tracce
1. Shudder Before the Beautiful – 6:29 (Tuomas Holopainen)

## Formazione
Gruppo
- Floor Jansen – voce, arrangiamento
- Marco Hietala – basso, voce, chitarra acustica, arrangiamento
- Emppu Vuorinen – chitarra, arrangiamento
- Tuomas Holopainen – tastiera, pianoforte, arrangiamento
- Jukka Nevalainen – batteria,[4] arrangiamento
- Troy Donockley – uilleann pipes, low whistle, bodhrán, bouzouki, voce, arrangiamento

Altri musicisti
- Richard Dawkins – voce narrante
- Kai Hahto – batteria, arrangiamento
- Tero "TeeCee" Kinnunen – arrangiamento
- Orchestre de Grandeur
  - Perry Montague-Mason – violino
  - Emlyn Singleton – violino
  - Dermot Crehan – violino
  - Patrick Kiernan – violino
  - Mark Berrow – violino
  - Rita Manning – violino
  - Boguslaw Kostecki – violino
  - Everton Nelson – violino
  - Chris Tombling – violino
  - Steve Morris – violino
  - Jackie Hartley – violino
  - Emil Chakalov – violino
  - Pete Hanson – violino
  - Jim McLeod – violino
  - Sonia Slany – violino
  - Pete Lale – viola
  - Bruce White – viola
  - Martin Humbey – viola
  - Rachel Bolt – viola
  - Andy Parker – viola
  - Martin Loveday – violoncello
  - Dave Daniels – violoncello
  - Jonathan Williams – violoncello
  - Frank Schaefer – violoncello
  - Paul Kegg – violoncello
  - Chris Laurence – contrabbasso
  - Steve Mair – contrabbasso
  - Richard Pryce – contrabbasso
  - Andy Findon – flauto, ottavino
  - Anna Noakes – flauto, ottavino
  - David Theodore – oboe, corno inglese
  - Nicholas Bucknall – clarinetto in si bemolle minore
  - Dave Fuest – clarinetto in si bemolle minore, clarinetto basso
  - Julie Andrews – fagotto, controfagotto
  - Richard Watkins – corno francese
  - Philip Eastop – corno francese
  - Nigel Black – corno francese
  - Phil Cobb – tromba
  - Mike Lovatt – tromba
  - Kate Moore – tromba
  - Mark Nightingale – trombone tenore
  - Ed Tarrant – trombone tenore
  - Andy Wood – trombone basso
  - Owen Slade – tuba
  - Skaila Kanga – arpa
  - Paul Clarvis – percussioni etniche
  - Stephen Henderson – percussioni etniche, timpani
  - Frank Ricotti – percussioni orchestrali
  - Gary Kettel – percussioni orchestrali
- The Metro Voices – coro
- The Children's Choir – coro
- James Shearman – conduzione orchestra e cori
- Pip Williams – orchestrazione, arrangiamento e direzione dei cori e dell'orchestra

Produzione
- Tuomas Holopainen – produzione
- Nightwish – coproduzione
- Tero "TeeCee" Kinnunen – coproduzione, registrazione, ingegneria del suono
- Mikko Karmilla – missaggio
- Mika Jussila – mastering
- Michael Taylor – registrazione parti vocali di Richard Dawkins (tracce 1 e 11)
- Steve Price – ingegneria orchestra e cori
- Jeremy Murphy – assistenza tecnica orchestra e cori